# Tatort: Virus
Virus ist ein Fernsehfilm aus der Krimireihe Tatort, der erstmals am 27. August 2017 im ORF, im Programm Das Erste und auf SRF 1 ausgestrahlt wurde. Es ist die 1026. Folge der Reihe, der 41. Fall des österreichischen Ermittlers Moritz Eisner und der 17. gemeinsame Fall des Ermittlerteams Eisner/Fellner.

## Handlung
Die beiden Polizisten werden in den Hirschgraben, einen Steinbruch in der Nähe der steirischen Gemeinde Pöllau, gerufen, wo die Leiche eines etwa 40-jährigen Afrikaners gefunden wird. Das Opfer wird ohne Papiere unter Steinen aufgefunden, unklar ist zunächst, ob es sich um einen Unfall oder einen Mordfall handelt. Nachdem am Vortag eine Sprengung geplant war – angeblich, um behördliche Auflagen zu erfüllen –, vermuten die Ermittler, dass die Leiche unter dem Geröll begraben werden sollte, um sie so verschwinden zu lassen. Fehlende Kampfspuren deuten allerdings auf einen möglichen Arbeitsunfall. Sprengmeister Baric und sein Mitarbeiter machen aus ihrer Abneigung gegenüber den Flüchtlingen keinen Hehl.
In der Nähe des Steinbruchs betreibt der Arzt Dr. Albert Reuss, der jahrelang in verschiedenen Ländern für Hilfsorganisationen tätig war, den „Fluchthof“, ein Flüchtlingsquartier für Afrikaner. Hier sind mehrere Familien untergebracht, die Männer werden gelegentlich im Steinbruch beschäftigt. Betreiber des Steinbruchs ist Thomas Reuss, der jüngere Bruder von Albert. Am Fluchthof kann oder möchte niemand etwas über die Identität des Toten sagen. Albert Reuss macht auf die Ermittler einen ehrlichen und selbstlosen Eindruck, im Gegensatz zu dessen Bruder Thomas. Sein Fahrzeug wurde in der Tatzeit von einer Wildkamera erfasst, Reuss gibt dazu an, einen Kontrollgang gemacht zu haben. 
Die Obduktion des Opfers ergibt, dass es bereits tot war, als es im Steinbruch abgelegt wurde. Fellner findet, dass seine Hände zu sauber sind für einen Steinbrucharbeiter. Außerdem findet sich ein Exanthem als allergische Reaktion auf Erfrischungstücher einer bestimmten Fluglinie, der Westafrican Air (WAA). Über deren Passagierliste lässt sich das Opfer als Dr. Kamil Daouda Maka identifizieren. Als sich herausstellt, dass dieser mit dem Ebolavirus infiziert war, werden sofort die Zufahrtsstraßen zum Dorf abgesperrt, das Seuchenkommando rückt an, der Ausbruch von Ebola droht. Eisner und Fellner hatten ebenfalls Kontakt mit der infizierten Leiche und könnten sich somit ebenfalls angesteckt haben.
Fellner findet am Fluchthof im Badezimmerschrank von Dr. Reuss Medikamente gegen Posttraumatische Belastungsstörung, über das Studentenverzeichnis der Universität Wien finden sie außerdem heraus, dass Reuss und Maka dort zur gleichen Zeit inskribiert waren. Bibi wird von Dr. Reuss überwältigt und gefesselt. 
Am Fluchthof wird eine Familie vermisst, diese wird im Wald von ein paar Forstarbeitern entdeckt. Der Mann hatte das Opfer am Fluchthof in der Nacht seines Todes gesehen. Dr. Kamil Daouda Maka hatte Dr. Reuss bedroht, weil Reuss in Afrika seinen Eid gebrochen haben soll und nach Österreich zurückkehrte. Maka wollte die europäische Öffentlichkeit auf die Probleme in Afrika aufmerksam machen, indem er Ebola nach Europa bringt. Reuss versuchte, Maka an seinem Vorhaben zu hindern, und stieß ihn im Streit zu Boden, Maka schlug dabei mit dem Kopf auf. Dr. Reuss wurde selbst mit dem Ebolavirus infiziert und sprengt sich und den Hirschgraben.

## Produktion

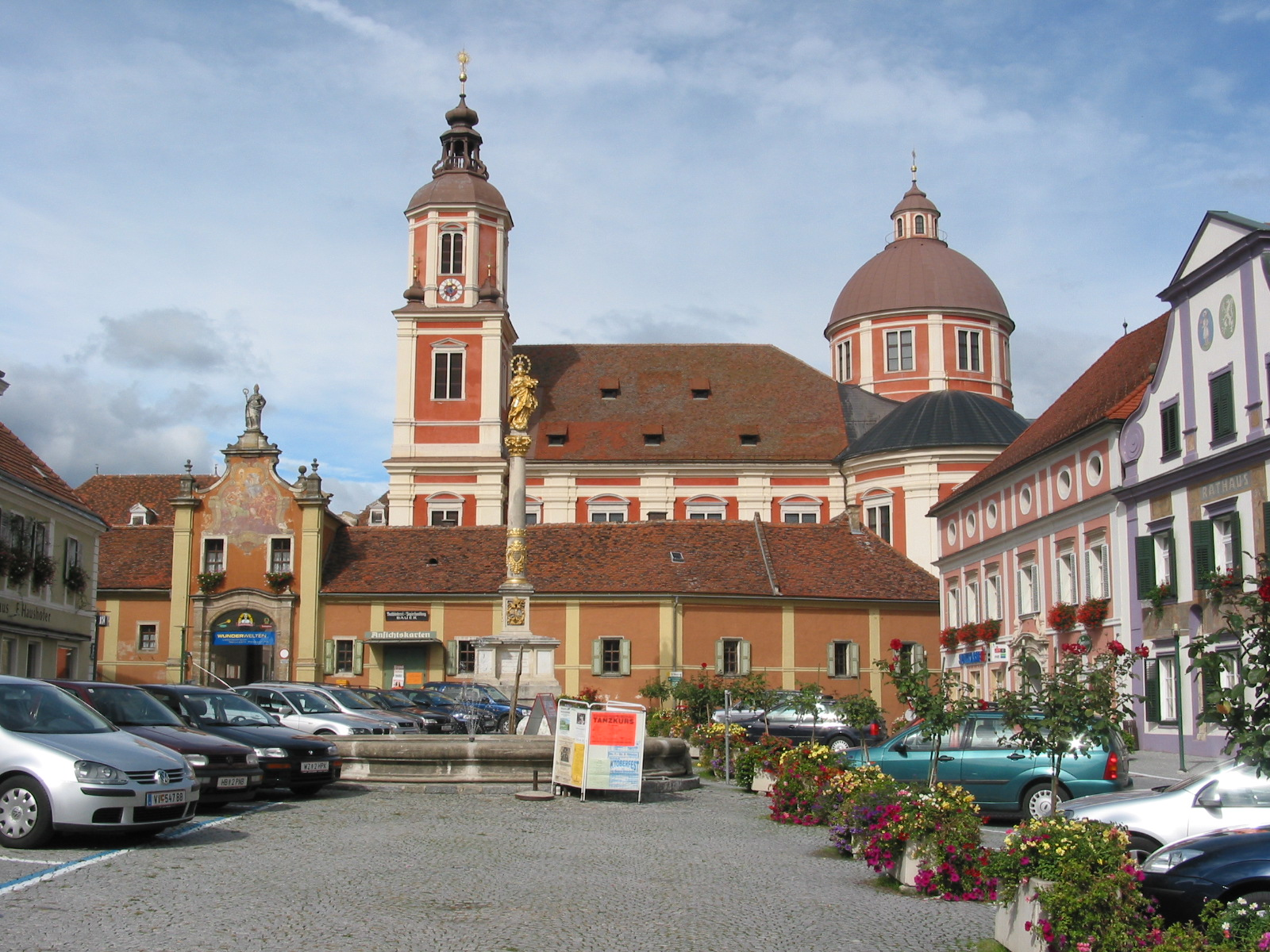
Einer der Drehorte: Der Hauptplatz von Pöllau

Gedreht wurde der 17. gemeinsame Tatort-Fall von Eisner und Fellner vom 19. Mai bis zum 17. Juni 2016 neben Wien mit 16 von 22 Drehtagen hauptsächlich in der Steiermark, Drehorte waren das Pöllauer Tal mit dem Hauptort Pöllau sowie Krieglach im Mürztal. Der Schwaighof im Freßnitzgraben diente als Drehort für den Fluchthof. Das afrikanische Katastrophengebiet mit der Ebola-Station wurde in Sollenau in Niederösterreich nachgebaut.
Produziert wurde diese Tatort-Folge von Epo-Film. Für den Ton zeichnete Roland Winkler verantwortlich, für die Ausstattung Hans Jager und für die Kostüme Christine Ludwig. Für Regisseurin Barbara Eder war dies der erste Film aus der Reihe Tatort, für Drehbuchautor Rupert Henning nach Schock und Grenzfall der dritte Film der Reihe.

## Rezeption

### Kritiken
Volker Bergmeister meinte auf tittelbach.tv, dass das brisante Thema aus der Großstadt Wien hinaus in die Provinz zu verlegen ein kluger Schachzug war, da hier die Bedrohung dichter inszeniert werden könne, der Dorfplatz werde zum zentralen Punkt, man spare sich Massenszenen und würde die globale Bedrohung überschaubar herunterbrechen. Der Film habe alles, was ein guter Fernsehkrimi braucht: starke Figuren, eine spannende Inszenierung und eine packende Story. Außerdem wurde ein moralisches und politisches Thema mit einer klaren, aber unterhaltsam verpackten Botschaft eingebaut: „Wenn wir nicht mithelfen, die Seuchen in armen Ländern zu bekämpfen, dann kommen sie zu uns.“
Die NWZ Online verglich den Film hinsichtlich der Bildsprache mit der Tatort-Folge Schutzlos (2015).
Christian Buß von Spiegel Online meinte, dass die Dialoge derart auf Pointe poliert seien, „dass man das geballte Elend des zugespitzten Flüchtlings-, Dritte-Welt- und Epidemie-Szenario schnell aus dem Blick verliert.“ Witz und Weltpolitik würden in zu schneller Taktung wechseln, Flüchtlingsfragen mit Aspekten der Seuchenparanoia verquickt.
Isabella Wallnöfer bewertete den Film in der Tageszeitung Die Presse mit 8,5 von 10 Punkten, trotz der Dramatik des Themas habe diese Folge – meist auf Kosten der Beamten – einige Schmunzelmomente. Etwa wenn Schimpf von seinem Chef wegen seines Ernährungsverhaltens gemaßregelt wird und eine Beamtenforelle als „ernährungstechnisches Kapitalverbrechen“ bezeichnet. Der Koordinator der behördlichen Seuchenschutzmaßnahmen wirke wie ein verzopfter Kollege aus MA 2412. Allerdings würde bei den Seuchenschutzaktivitäten ganz dick aufgetragen. „Autor und Regisseurin haben recherchiert und zur Dramatisierung alle Geschütze aufgefahren“. Barbara Eder in der Presse dazu: „Einige Sachen sind überspitzt, das ist der Dramaturgie geschuldet – aber vieles gibt es wirklich.“ Etwa den „Schneewittchensack“, in dem Personen mit Seuchenverdacht transportiert werden.

„Alles in allem ein sehr ordentlicher Krimi; kann man nächsten Sommer sicher gut wiederholen.“

### Einschaltquoten
Die Erstausstrahlung von Virus am 27. August 2017 wurde in Deutschland von 8,26 Millionen Zuschauern gesehen und erreichte einen Marktanteil von 26,4 % für Das Erste. Im ORF wurde der Film bei Erstausstrahlung von durchschnittlich 807.000 Personen gesehen, der Marktanteil lag bei 27 Prozent.